# Brote de rayos gamma

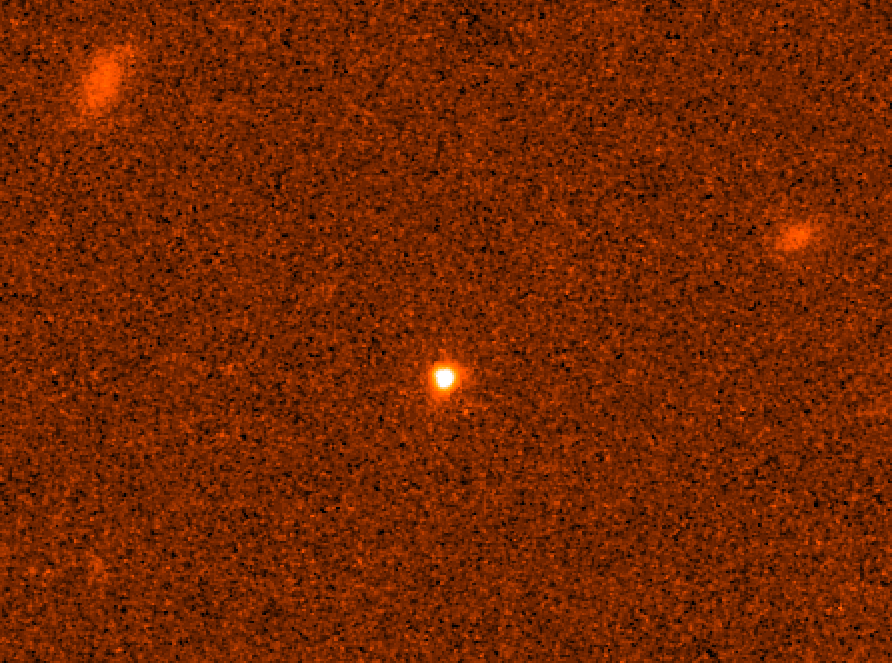
Luminiscencia visible de GRB 970508 observada un mes después de la detección del brote. Cuando la fusión no genera la presión suficiente para contrarrestar la gravedad, la estrella colapsa rápidamente para formar un agujero negro. En teoría, la energía puede ser liberada durante el colapso en la dirección del eje de rotación para formar un brote de rayos gamma. Los brotes a menudo son acompañados por otros fenómenos de larga o corta duración. Un brote se caracteriza por su fuerte luminosidad.

Los brotes de rayos gamma (también conocidos como GRB, en sus siglas en inglés, o BRG en español) son destellos de rayos gamma asociados con explosiones extremadamente energéticas en galaxias distantes. Son los eventos electromagnéticos más luminosos que ocurren en el universo. Los brotes pueden durar desde unos nanosegundos hasta varias horas, pero, por lo general, un brote típico suele durar unos pocos segundos. Con frecuencia son seguidos por una luminiscencia residual de larga duración de radiación a longitudes de onda mayor (rayos X, radiación ultravioleta, luz visible, radiación infrarroja y radiofrecuencia).
Se cree que muchos de los BRG son haces muy colimados con radiación intensa producidos a causa de una supernova. Una subclase de BRG (denominados brotes «cortos») parece ser originada por un proceso diferente, posiblemente la fusión de estrellas binarias de neutrones; mientras que los «brotes largos» parecen derivarse a causa de la muerte de estrellas masivas, es decir, por una supernova, o incluso por una hipernova. Los dos tipos de brotes se diferencian por su tiempo de duración: los primeros suelen durar menos de dos segundos, mientras que los otros tienden a alargarse durante más tiempo.
Las fuentes de los BRG se encuentran a miles de millones de años luz de distancia de la Tierra, lo que implica que las explosiones han de ser extremadamente energéticas (se ha comprobado que un brote típico puede generar la misma energía que el Sol en un periodo de diez mil millones de años) y extremadamente raras (algunas por galaxia cada millón de años). Todos los BRG observados se han originado fuera de la Vía Láctea, aunque una clase de fenómenos relacionados, las llamaradas de rayos gamma suaves, se asocian con los magnetares dentro de la Vía Láctea. Se ha establecido la hipótesis de que un brote de rayos gamma en la Vía Láctea pudo haber sido la causa de una extinción masiva en la Tierra.
Los BRG se detectaron por primera vez en 1967 por los satélites Vela, una serie de satélites diseñados para detectar pruebas de armas nucleares encubiertas. En los años posteriores a su descubrimiento se propusieron cientos de modelos teóricos para explicar estos brotes, tales como las colisiones entre cometas y estrellas de neutrones. Había escasa información disponible para verificar estos modelos hasta la detección en 1997 por parte del satélite italo-holandés BeppoSAX de la primera luminiscencia residual de un BRG en la gama de rayos X y visible, y la medición directa de su corrimiento al rojo usando espectroscopios ópticos, pudiendo calcularse la distancia y la energía liberada por el brote.

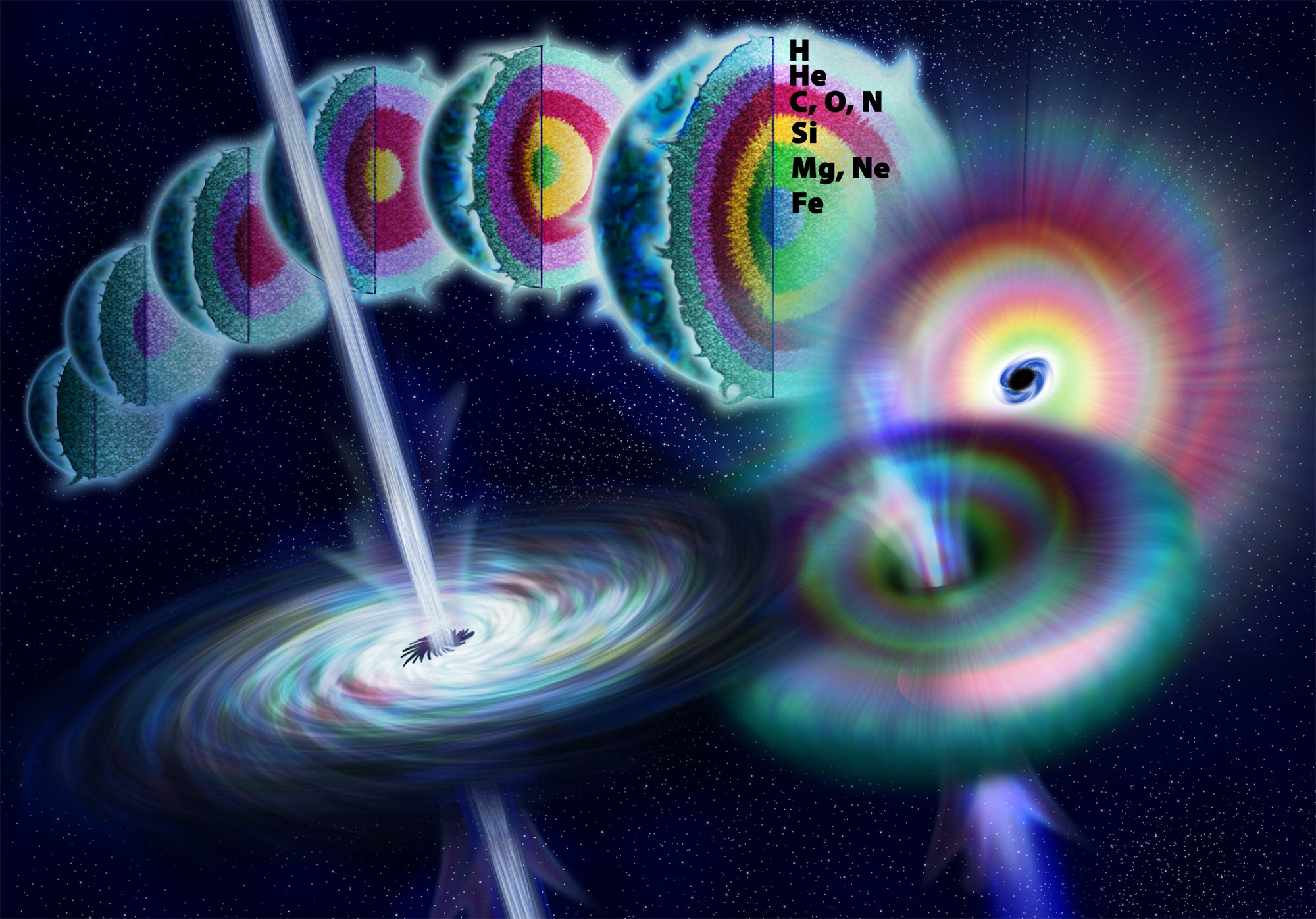
Ilustración artística que muestra la vida de una estrella masiva y cómo la fusión nuclear convierte elementos más ligeros en otros más pesados. Cuando la fusión ya no genera suficiente presión para contrarrestar la gravedad, la estrella colapsa rápidamente para formar un agujero negro. Teóricamente, la energía puede ser liberada durante el colapso a lo largo del eje de rotación para formar un estallido de rayos gamma.

Estos descubrimientos, y los estudios posteriores de las galaxias y supernovas asociados con los brotes, clarificaron la distancia y luminosidad de estos fenómenos, corroborando definitivamente que tenían lugar en galaxias distantes y que estaban estrechamente relacionados con la muerte de estrellas masivas.

## Historia del descubrimiento

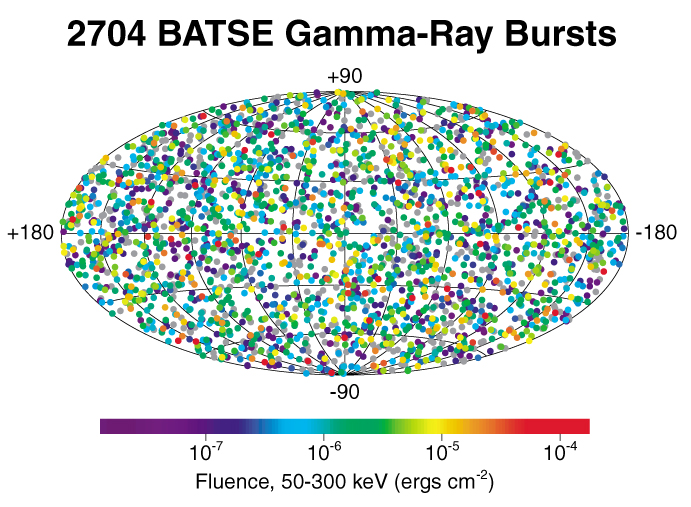
Imagen del satélite BATSE mostrando las posiciones en el cielo donde han sido detectados brotes de rayos gamma. La distribución de éstos es isotrópica, sin concentración hacia el plano de la Vía Láctea, que se extiende horizontalmente a través del centro de la imagen. Créditos: G. Fishman et al., BATSE, CGRO, NASA.

Los brotes de rayos gamma fueron observados por primera vez a finales de la década de 1960 por los satélites estadounidenses Vela, que fueron construidos para detectar pulsos de radiación gamma emitidos por las armas nucleares probadas en el espacio. Los Estados Unidos sospecharon que las fuerzas de la Unión Soviética intentaban conducir en secreto pruebas nucleares tras la firma del Tratado de prohibición parcial de ensayos nucleares en 1963. El 2 de julio de 1967, a las 14:19 UTC, los satélites Vela 3 y Vela 4 detectaron un destello de rayos gamma nunca antes visto en cualquier arma nuclear conocida. Indecisos sobre qué había pasado pero no considerándolo un problema particularmente urgente, el equipo en el Laboratorio Científico de Los Álamos, liderado por Ray Klebesadel, guardó los datos para su posterior análisis. Se mandaron al espacio nuevos satélites Vela con mejor instrumentación y el equipo de Los Álamos continuaba encontrando brotes de rayos gamma inexplicables en sus datos. Analizando las diferencias en el tiempo de detección de cada brote por los distintos satélites, el equipo fue capaz de determinar las posiciones aproximadas en el cielo de dieciséis de los brotes y definitivamente descartaron su origen solar o terrestre. El descubrimiento dejó de ser considerado clasificado y fue publicado en 1973 en Astrophysical Journal con el título de «Observaciones de Brotes de Rayos Gamma de Origen Cósmico».
Surgieron gran cantidad de teorías para explicar estos brotes, muchas de las cuales sugerían que éstos habían tenido su origen en la Vía Láctea. Hubo escasos avances hasta 1991, cuando se creó el Observatorio de rayos gamma Compton y su experimento «Burst And Transient Source Experiment» (BATSE), un detector de rayos gamma con una gran sensibilidad. Este instrumento proporcionó información crucial que indicaba que la distribución de los BRG era isotrópica —no sesgada hacia cualquier dirección en particular en el espacio, como el plano galáctico o el centro galáctico. Debido a la forma aplanada de la Vía Láctea, las fuentes dentro de nuestra propia galaxia se concentran sobre todo cerca del plano galáctico por lo que la ausencia de un patrón en el caso de los BRG aportaba pruebas concluyentes de que éstos provienen de más allá de la Vía Láctea. Sin embargo, algunos modelos alternativos consideran que las estrellas de neutrones que escapan de la Vía Láctea a gran velocidad están distribuidas de forma isotrópica vistas desde la Tierra y podrían ser las fuentes de los brotes de rayos gamma.
Décadas después del descubrimiento de los BRG, los astrónomos buscaban una contrapartida: un objeto astronómico cuya posición coincidiera con la del brote observado. Los astrónomos consideraron gran diversidad de objetos, incluyendo enanas blancas, púlsares, supernovas, cúmulos globulares, cuásares, galaxias Seyferts, y objetos BL Lac. Las búsquedas fueron infructuosas, y en algunos pocos casos, para brotes particularmente bien localizados (aquellos cuyas posiciones se determinaron con lo que entonces se consideraba alta exactitud) era claro que no existían objetos brillantes de cualquier naturaleza consistentes con la posición derivada de la detección de los satélites. Esto sugería que su origen estaba en estrellas muy débiles o en galaxias extremadamente lejanas. Incluso las posiciones mejor calculadas se correspondían con varias estrellas o galaxias débiles y era ampliamente aceptado que la resolución del enigma sobre el origen de los brotes de rayos gamma requeriría tanto satélites nuevos como una comunicación rápida.
Diversos modelos acerca del origen de los rayos gamma postulaban que el brote inicial de rayos gamma debería estar seguido por una emisión en longitudes de onda mayores que se desvanecería lentamente. El origen de esta emisión son las colisiones entre el material expulsado durante la explosión estelar y el gas interestelar. Las primeras búsquedas para esta «luminiscencia» (denominada postluminiscencia) fueron fallidas, en gran parte debido a las dificultades para observar rápidamente la posición del brote en esas longitudes de onda inmediatamente después de la explosión inicial. El gran avance llegó en febrero de 1997 cuando el satélite artificial BeppoSAX detectó un brote de rayos gamma (GRB 970228) y su cámara de rayos X detectó la emisión decreciente en rayos X. El telescopio William Herschel de La Palma identificó 20 horas más tarde una contrapartida óptica que también se desvaneció. Una vez que el BRG se desvaneció, las imágenes permitieron identificar una débil y distante galaxia en dirección al resplandor óptico del BRG.

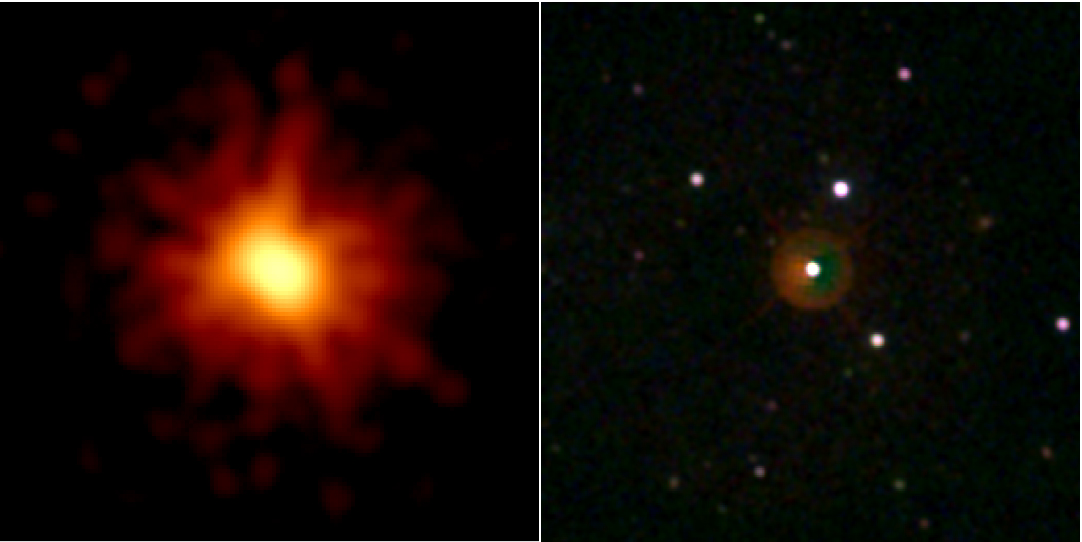
La explosión GRB 080319B fotografiada por el telescopio Swift.

Debido a la luminosidad tan débil de esta galaxia, la distancia exacta no se pudo medir durante muchos años. Anteriormente, se produjo un gran avance con el siguiente evento registrado por BeppoSAX, el GRB 970508. Este evento fue localizado solo cuatro horas después del descubrimiento, permitiendo a los equipos de búsqueda comenzar a hacer observaciones más rápidas que en cualquier otro brote. El espectro del objeto reveló un corrimiento al rojo de 0.835 ≤ z ≤ 2.3, teniendo lugar el brote a 6 × 109, es decir, a mil millones de años luz de la Tierra. Ésta fue la primera vez que se determinó la distancia de un BRG, y junto con el descubrimiento de la galaxia albergadora del GRB 970228 se pudo aclarar que dichos brotes ocurren a distancias extremadamente lejanas. Después de unos meses, la controversia acerca de la escala de la distancia terminó: los BRG eran eventos extragalácticos que tenían lugar en galaxias muy lejanas y débiles. El año siguiente, GRB 980425 fue seguido por una brillante supernova (SN 1998bw), indicando una clara conexión entre los BRG y las muertes de estrellas masivas. Esta explosión proporcionó la primera pista importante sobre la naturaleza de los sistemas que producen los BRG.
El satélite BeppoSAX funcionó hasta el 2002 y el Observatorio de Rayos Gamma Compton (con BATSE) fue sacado de órbita el año 2000. Sin embargo, la revolución en el estudio de los brotes de rayos gamma motivó el desarrollo de un número adicional de instrumentos diseñados específicamente para explorar la naturaleza de los BRG, particularmente en los primeros momentos después de la explosión. La primera misión, HETE-2, lanzada el 2000 y que funcionó hasta el 2006, proveyó la mayor cantidad de descubrimientos obtenidos durante este período. Una de las más exitosas misiones espaciales, Swift, fue lanzada en 2004 y hasta mayo del 2010 seguía operativa. Swift cuenta con un detector de rayos gamma muy sensible así como con telescopios ópticos y de rayos X. Los instrumentos pueden girar de forma rápida y automática para observar la postluminiscencia que sigue a un BRG. El 11 de junio de 2008 la misión Fermi fue lanzada portando el Monitor de BRG, el cual detecta brotes a un ritmo de varios cientos por año, algunos de los cuales son lo suficientemente brillantes para ser observados a energías extremadamente altas con el Telescopio de Gran Área. Mientras tanto, en la Tierra, numerosos telescopios ópticos habían sido construidos o modificados para incorporales tecnología robótica para que respondieran inmediatamente a las alertas recibidas desde la Gamma-ray Burst Coordinates Network. Esto permitió a los telescopios apuntar rápidamente a los BRG, a menudo en cuestión de segundos desde la recepción de la señal de alerta y mientras el brote de rayos gamma aún tenía lugar.
Los avances en la primera década del siglo XXI incluyen el reconocimiento de los brotes de rayos gamma de corta duración como una clase aparte (probablemente debido a la fusión de estrellas de neutrones y no asociado con las supernovas), el descubrimiento de actividad extendida, errática y en forma de llamaradas en longitudes de onda de rayos X que dura varios minutos después de la mayoría de los BRG, y el descubrimiento de los objetos más luminosos (GRB 080319B) y más distantes (GRB 090423) en el universo.

## Clasificación
Aunque las fuentes astronómicas transitorias tienen comportamientos simples y consistentes en el tiempo (típicamente un abrillantamiento súbito seguido de una disminución gradual de la luminosidad) las curvas de luz de los brotes de rayos gamma son extremadamente diversas y complejas. No hay dos curvas de luz de BRG que sean idénticas, existiendo gran variación observada en cada propiedad: la duración de la emisión observable pueden variar desde unos milisegundos a decenas de minutos, puede haber un pico o subpulsos individuales, y los picos individuales pueden ser simétricos o con abrillantamiento rápido y desvanecimiento lento. Algunos brotes suelen ser precedidos por un evento «precursor», que es un brote débil seguido (tras unos segundos o minutos) por un «verdadero» episodio explosivo. Las curvas de luz de algunos acontecimientos tienen perfiles sumamente complejos con casi ningún patrón discernible.
Aunque algunas curvas de luz pueden reproducirse de forma aproximada usando modelos simples, se ha avanzado poco en la comprensión de toda la diversidad observada. Se han propuesto muchos sistemas de clasificación, pero a menudo se basan únicamente en las diferencias en la apariencia de las curvas de luz y no siempre reflejan una diferencia física real en los progenitores de las explosiones. Sin embargo, las gráficas de la distribución de la duración observada para una gran cantidad de BRG muestran una bimodalidad, lo que sugiere la existencia de dos poblaciones separadas: una población «corta» con una duración media de aproximadamente 0.3 segundos y una población «larga» con una duración de 30 segundos. Ambas distribuciones son muy amplias con una importante región de solapamiento en la que la identificación de un evento dado no puede realizarse solo a partir su duración. Debido a esto se han propuesto clases adicionales, tanto de forma observacional como teórica.

### Brotes de rayos gamma largos
La mayoría de los eventos tienen una duración de aproximadamente dos segundos y por lo tanto se les clasifica como brotes de rayos gamma largos. Debido a que estos acontecimientos constituyen la mayoría de la población y porque suelen tener las postluminiscencias más brillantes, han sido más estudiados que los brotes cortos. Casi todos los brotes largos bien estudiados han sido asociados con galaxias con una rápida formación estelar y en muchos casos con supernovas tipo II, lo que sin lugar a dudas liga a los BRG con la muerte de estrellas masivas.

### Brotes de rayos gamma cortos
Los eventos con una duración menor que dos segundos se clasifican como brotes de rayos gamma cortos. Hasta 2005 no habían sido detectadas postluminiscencias asociadas a los eventos cortos y poco se sabía acerca de su origen. Desde entonces, gran cantidad de BRG han sido localizados junto con su postluminiscencia en regiones con poca o casi ninguna formación estelar, incluyendo las grandes galaxias elípticas y el medio intracúmulo. Esto excluye una posible asociación con la muerte de estrellas masivas, confirmando que los eventos cortos son físicamente distintos de los largos. La naturaleza real de estos brotes (e incluso la precisión del sistema de clasificación actual) aún es desconocida, aunque la teoría actual es que surgen de las fusiones de estrellas binarias de neutrones. Una pequeña fracción de los brotes de rayos gamma cortos está asociada probablemente con un fenómeno que ocurre en galaxias cercanas, conocido como llamaradas de rayos gamma suaves.

## Energía y radiación

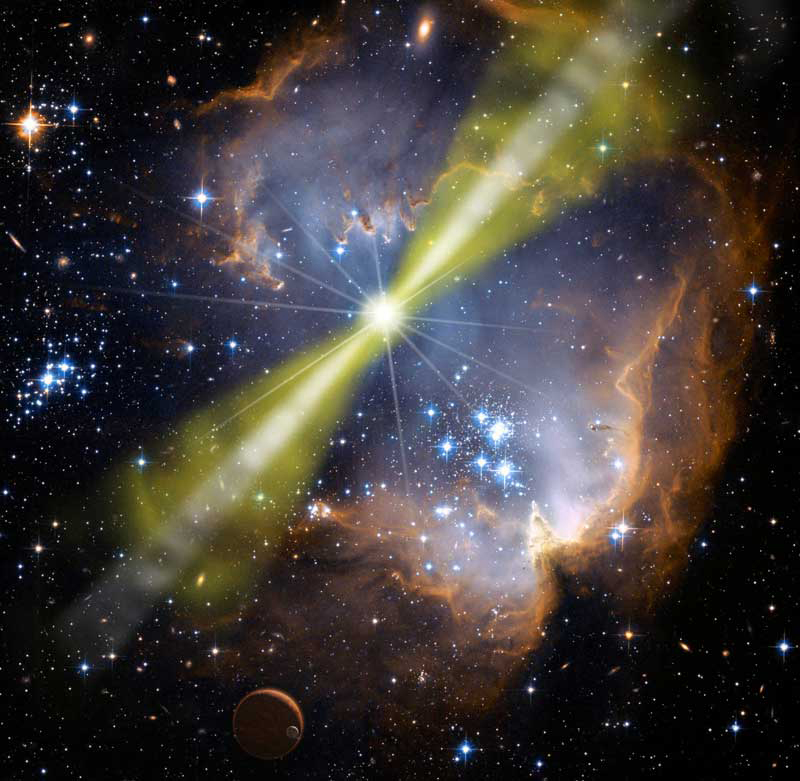
Ilustración artística de un brillante brote de rayos gamma en una región de formación estelar. La energía de la explosión se proyecta en dos chorros estrechos con direcciones opuestas. Crédito: NASA/Swift/Mary Pat Hrybyk-Keith y John Jones.

Los brotes de rayos gamma son muy brillantes al observarse desde la Tierra, a pesar de las distancias típicamente inmensas. Un BRG largo normal tiene un flujo bolométrico comparable al de una estrella brillante de nuestra galaxia, a pesar de la distancia de miles de millones de años luz (en lugar de unas decenas de años luz para la mayoría de estrellas). La mayor parte de esta energía se libera como rayos gamma, aunque algunos BRG también tienen contrapartidas ópticas extremadamente luminosas. Por ejemplo, GRB 080319B estaba acompañado de una contrapartida óptica que llegó en su máximo a una magnitud aparente de 5.8, comparable a las estrellas más tenues visibles a simple vista a pesar de la distancia del brote de 7500 millones de años luz. Esta combinación de brillo y distancia requiere una fuente extremadamente energética. Suponiendo que la explosión de rayos gamma fuera esférica, la emisión de energía de GRB 080319B estaría dentro de un factor de dos de la energía equivalente a la masa en reposo del Sol (la energía que se liberaría si el Sol se convirtiera por completo en radiación).
Ningún proceso conocido del Universo puede producir tal cantidad de energía en tan corto periodo de tiempo. Sin embargo, se piensa que los brotes de rayos gamma consisten en explosiones altamente direccionales, donde la mayor parte de la energía de la explosión se focaliza en estrechos chorros relativistas que viajan a velocidades superiores a un 99.995 %[cita requerida] de la velocidad de la luz. La anchura angular aproximada del chorro (en otras palabras, el grado de concentración del chorro) puede estimarse directamente observando los «patrones del chorro» en las curvas de luminosidad de la postluminiscencia, esto es el período temporal tras el cual la postluminiscencia comienza súbita y rápidamente a desvanecerse, debido a que el chorro aminora su velocidad y deja de proyectar su radiación tan eficazmente como antes. Las observaciones sugieren variaciones significativas en el ángulo del chorro de entre 2 y 20 grados.
Debido a que la energía se emite de forma tan direccional, se esperaría que los rayos gamma emitidos por la mayoría de brotes no llegasen a la Tierra y no fueran detectados nunca, pero cuando un brote de rayos gamma se dirige a la Tierra, la concentración de su energía en un haz relativamente estrecho provoca que el brote parezca más brillante de lo que sería si su energía se emitiera esféricamente. Cuando se toma este efecto en cuenta, se observa que los brotes de rayos gamma tienen una liberación de energía de unos 10 44 J, o el equivalente energético de 1/2000 masas solares. Esto es comparable a la energía liberada en una supernova tipo Ib/c (en ocasiones denominada hipernova), encontrándose dentro del alcance de los modelos teóricos existentes. Se han observado supernovas muy brillantes acompañando a varios de los BRG más cercanos. Las observaciones de las fuertes asimetrías en el espectro de las supernovas de tipo Ic apoyan la teoría de la fuerte direccionalidad de los BRG. También lo hacen las observaciones en radio de los brotes tomadas mucho tiempo después cuando sus chorros ya no son relativistas.
Los BRG cortos parecen provenir de una población con desplazamiento al rojo inferiores (son más cercanos), y son menos brillantes que los BRG largos. El grado de proyección de los brotes cortos no ha sido medido de manera exacta, pero tienen menos probabilidades de ser tan direccionales como los BRG largos, o posiblemente no sean direccionales en absoluto en algunos casos.

## Progenitores

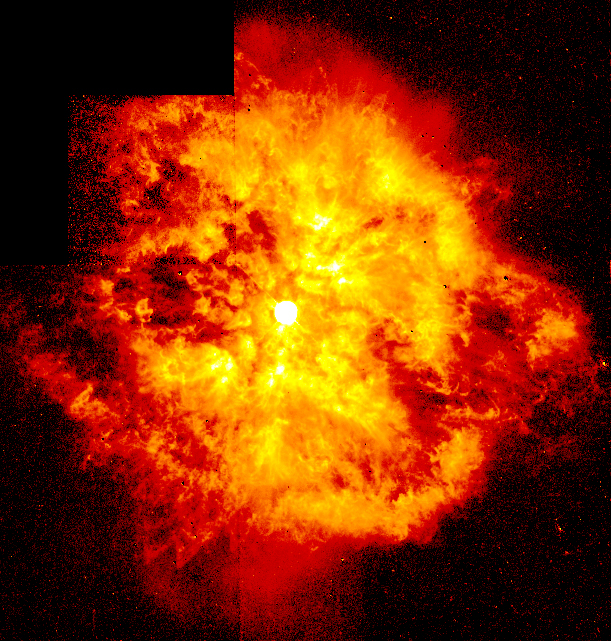
Imagen del telescopio espacial Hubble de la estrella de Wolf-Rayet WR 124 y la nebulosa que la rodea. Se cree que las estrellas de Wolf-Rayet puedan ser progenitoras de los brotes de rayos gamma de larga duración.

Debido a las inmensas distancias de la mayoría de fuentes de brotes de rayos gamma con respecto a la Tierra, la identificación de sus progenitores, los sistemas que producen estas explosiones, es realmente complicada. La asociación de algunos brotes de rayos gamma largos con supernovas y el hecho de que sus galaxias anfitrionas forman estrellas muy rápidamente ofrece pruebas muy poderosas de que los BRG se asocian con las estrellas masivas; emitiendo su energía en un chorro colimado. El mecanismo más ampliamente aceptado sobre el origen de los BRG de larga duración es el modelo del colapso, en el cual el núcleo de una estrella extremadamente masiva, de baja metalicidad y rotación rápida, se colapsa en un agujero negro en las etapas finales de su evolución. La materia cercana al núcleo de la estrella cae hacia el centro y gira hacia el interior de un disco de acrecimiento de alta densidad. La caída de esta materia hacia el agujero negro genera una pareja de chorros relativistas  en la dirección del eje rotacional, que empujan con fuerza la capa superior de la estrella atravesando finalmente su superficie y siendo irradiados como rayos gamma. No obstante, algunos modelos alternativos sustituyen el agujero negro por una magnetar recién formada, aunque la mayoría de los otros aspectos del modelo (el colapso del núcleo de una estrella masiva y la formación de chorros relativistas) permanecen iguales.
Las estrellas galácticas más parecidas a las que producen los brotes de rayos gamma largos son seguramente las estrellas de Wolf-Rayet, estrellas masivas extremadamente calientes que han perdido casi todo su hidrógeno debido a la presión de radiación. Se han identificado como posibles progenitores de brotes de rayos gamma a Eta Carinae y WR 104. Todavía se desconoce si alguna estrella de la Vía Láctea tiene las características necesarias para producir un brote de rayos gamma.
El modelo del colapso de una estrella masiva probablemente no explica todos los tipos de brotes de rayos gamma. Existe una fuerte evidencia de que algunos brotes de rayos gamma de corta duración tienen lugar en sistemas que carecen de formación estelar y en los que no hay ninguna estrella masiva presente, tales como el halo galáctico y el espacio intergaláctico. La teoría más aceptada para el origen de la mayoría de brotes de rayos gamma cortos consiste en la fusión de un sistema binario de dos estrellas de neutrones. Según este modelo, las dos estrellas del sistema binario girarían lentamente la una hacia la otra debido a la liberación de energía en forma de ondas gravitacionales, hasta que las estrellas de neutrones súbitamente se hagan pedazos entre ellas por las fuerzas de marea y se produzca el colapso en un agujero negro. La caída de la materia en el agujero negro en forma de disco de acrecimiento produciría una explosión, similar a la del modelo del colapso. Muchos otros modelos se han propuesto también para explicar los brotes de rayos gamma cortos, incluyendo la fusión de una estrella de neutrones y un agujero negro, el colapso inducido de una estrella de neutrones o la evaporación de agujeros negros primordiales.

## Mecanismos de emisión
Aún se conoce muy poco sobre la manera en que los brotes de rayos gamma transforman la energía en radiación, y hasta el 2007 seguía sin adoptarse un modelo general aceptado sobre cómo tiene lugar este proceso. Cualquier modelo de emisión de BRG debe explicar el proceso físico para generar emisiones de rayos gamma que se correspondan con las diversas curvas lumínicas, espectro y otras características observadas. La necesidad de explicar una eficiencia energética tan extrema, como se infiere de algunas explosiones, sigue siendo el gran desafío a batir: algunos brotes de rayos gamma pueden convertir hasta la mitad (o más) de la energía de la explosión en rayos gamma. Las observaciones recientes de la brillante contrapartida óptica de GRB 080319B, cuya curva lumínica se ha correlacionado con la curva lumínica de los rayos gamma, sugieren que el efecto Compton inverso puede ser el proceso dominante en algunos eventos. En este modelo, los fotones de baja energía preexistentes se dispersan debido a los electrones relativistas que se encuentran dentro de la explosión, incrementando su energía de forma considerable y transformándolos en rayos gamma.
Se conoce mejor la naturaleza de la postluminiscencia observada a mayores longitudes de onda (desde los rayos X a la radio) que sigue a los brotes de rayos gamma. Toda la energía liberada por la explosión que no se irradia con el propio brote, toma la forma de materia o energía que se expande a una velocidad cercana a la de la luz. Cuando esta materia choca con el gas interestelar, crea una onda de choque relativista que se propaga en el espacio interestelar. Una segunda onda de choque, la onda reflejada, puede propagarse de regreso hacia la materia eyectada. Los electrones extremadamente energéticos dentro de la onda de choque son acelerados por poderosos campos magnéticos locales y radiados como emisión sincrotrón a lo largo de la mayoría del espectro electromagnético. Este modelo en general ha tenido éxito a la hora de modelar la conducta de muchas postluminiscencias observadas en momentos tardíos (en general, de horas a días después de la explosión), aunque existen dificultades para explicar todas las características de las postluminiscencias poco tiempo después de que tenga lugar el brote de rayos gamma.

## Frecuencias e impacto en la vida
Los satélites que orbitan alrededor de la Tierra detectan actualmente una media de un brote de rayos gamma al día. Como los brotes de rayos gamma son visibles a distancias que abarcan la mayor parte del universo observable, un volumen que abarca muchos miles de millones de galaxias, esto sugiere que los brotes de rayos gamma son sucesos extremadamente raros en cada galaxia. La medición de una tasa determinada es complicada, pero para una galaxia de tamaño comparable a la Vía Láctea, la tasa estimada (de BRG largos) es de aproximadamente uno por cada 100 000 a 1 000 000 años. Sólo un pequeño porcentaje brillará hacia la Tierra. Las tasas estimadas de BRG cortos son todavía más inciertas debido a la fracción de haz desconocida, pero probablemente sean comparables. Se ha propuesto que un evento de este tipo es el responsable de la sobreabundancia de Carbono 14 detectada en anillos de árboles en 774 o 775 después de Cristo, aunque investigaciones actuales certifican que esa anomalía fue producida por el estallido de una supernova cercana a la Tierra, según documenta una crónica anglosajona, en el año 774.
Si un brote de rayos gamma en la Vía Láctea estuviera lo suficientemente cerca de la Tierra y apuntando en su dirección, podría tener efectos significativos en la biosfera. La absorción de la radiación en la atmósfera causaría la fotólisis del nitrógeno, generando óxido de nitrógeno que actuaría como catalizador para destruir el ozono. Según un estudio de 2004, los BRG a una distancia de aproximadamente un kiloparsec podrían destruir hasta la mitad de la capa de ozono de la Tierra; la irradiación UVA directa de los brotes se combinaría con la radiación UVA solar adicional que atravesaría la capa disminuida, lo que podría tener potencialmente un impacto significativo en la cadena alimentaria y desatar una extinción en masa. Los autores de ese estudio estiman que un brote semejante puede esperarse cada mil millones de años, y su hipótesis es que las extinciones masivas del Ordovícico-Silúrico pudieron ser el resultado de uno de estos brotes.
Existen fuertes indicios que apuntan a que los brotes de rayos gamma largos tienen lugar preferente o exclusivamente en regiones con baja metalicidad. Como la Vía Láctea ha tenido una alta metalicidad desde antes de que se formara la Tierra, este efecto podría reducir o incluso eliminar la posibilidad de que un brote de rayos gamma largo tuviera lugar en la Vía Láctea en los últimos mil millones de años. No se conoce una dependencia de la metalicidad semejante para los brotes de rayos gamma cortos. Por lo tanto, según su tasa local y las propiedades del haz, la posibilidad de que un suceso cercano pudiera tener un gran impacto en la Tierra en algún momento de su vida geológica puede ser aún significativa.